# Rozkład Panjera
Rozkład Panjera (rozkład z klasy rozkładów Panjera) – dyskretny rozkład stosowany w matematyce ubezpieczeniowej do opisu liczby szkód w modelu ryzyka łącznego.

## Definicja
Rozkłady Panjera określone są wzorem rekurencyjnym:
{\displaystyle p_{k}=\left(a+{\frac {b}{k}}\right)\cdot p_{k-1},\quad k\geqslant 1.}
gdzie {\displaystyle p_{k}=P(X=k).}
Wartość {\displaystyle p_{0}} wynika z zależności.
{\displaystyle \sum _{k=0}^{\infty }p_{k}=1.}

## Opis klasy rozkładów Panjera
Rozkłady Panjera to rozkłady spełniających założenia wzoru Panjera w jego podstawowej formie (tzn. przy {\displaystyle m=0}).
Rozkładami należącymi do klasy rozkładów Panjera są (w nawiasie podano zakresy wartości występujących w założeniu
parametrów {\displaystyle a} i {\displaystyle b}):
- rozkład Poissona (gdy {\displaystyle a=0,} {\displaystyle b>0}),
- rozkład dwumianowy (gdy {\displaystyle a<0,} {\displaystyle b=-a(l+1),} {\displaystyle l=1,2,3,\dots }),
- rozkład ujemny dwumianowy (gdy {\displaystyle a\in (0,1),} {\displaystyle b>-a}),
- rozkład zdegenerowany {\displaystyle p_{0}=1} (gdy {\displaystyle b=-a}).

| Rozkład           | {\displaystyle Pr(N=k)}                                                  | {\displaystyle a}                 | {\displaystyle b}                     | {\displaystyle p_{0}}         | {\displaystyle W_{N}(x)}                               | {\displaystyle E(N)}                | {\displaystyle Var(N)}                  |
| ----------------- | ------------------------------------------------------------------------ | --------------------------------- | ------------------------------------- | ----------------------------- | ------------------------------------------------------ | ----------------------------------- | --------------------------------------- |
| dwumianowy        | {\displaystyle {\binom {n}{k}}p^{k}(1-p)^{n-k}}                          | {\displaystyle {\frac {-p}{1-p}}} | {\displaystyle {\frac {p(n+1)}{1-p}}} | {\displaystyle (1-p)^{n}}     | {\displaystyle (px+(1-p))^{n}}                         | {\displaystyle np}                  | {\displaystyle np(1-p)}                 |
| Poissona          | {\displaystyle e^{-\lambda }{\frac {\lambda ^{k}}{k!}}}                  | {\displaystyle 0}                 | {\displaystyle \lambda }              | {\displaystyle e^{-\lambda }} | {\displaystyle e^{\lambda (s-1)}}                      | {\displaystyle \lambda }            | {\displaystyle \lambda }                |
| ujemny dwumianowy | {\displaystyle {\frac {\Gamma (r+k)}{k!\,\Gamma (r)}}\,p^{r}\,(1-p)^{k}} | {\displaystyle 1-p}               | {\displaystyle (1-p)(r-1)}            | {\displaystyle p^{r}}         | {\displaystyle \left({\frac {p}{1-x(1-p)}}\right)^{r}} | {\displaystyle {\frac {r(1-p)}{p}}} | {\displaystyle {\frac {r(1-p)}{p^{2}}}} |

Można wykazać, że nie istnieją rozkłady spełniające założenia wzoru Panjera dla których:
- {\displaystyle b<-a,}
- {\displaystyle a\geqslant 1,} {\displaystyle b>-a,}
- {\displaystyle a<0,} {\displaystyle b>-1.}

Zachodzi ponadto:
{\displaystyle {\frac {Var(X)}{E(X)}}={\frac {1}{1-a}}}
oraz
{\displaystyle Var(X)>E(X)\iff a>0,}
{\displaystyle Var(X)=E(X)\iff a=0,}
{\displaystyle Var(X)<E(X)\iff a<0.}

## Uogólnienia
W 1981 roku Bjørn Sundt i William S. Jewell uogólnili wzór Panjera wprowadzając parametr {\displaystyle m} określający wyraz ciągu {\displaystyle (p_{n})_{n\in \mathbb {N} }} począwszy od którego wszystkie kolejne wyrazy spełniają założenia wzoru Panjera. Wcześniejsze wyrazy są dowolne. Powstała tym samym szersza klasa rozkładów nazywaną klasą Sundta-Jewella.